# Raión nacional armenio (Krasnodar)
El Raión nacional armenio (del ruso: Армянский национальный район) fue una división administrativa de la República Socialista Federativa Soviética de Rusia, en la Unión de Repúblicas Socialistas Soviéticas, que se encontraba dentro de las fronteras del krai de Krasnodar (1925-1934, Krai del Cáucaso Norte; 1934-1937, Krai de Azov-Mar Negro) y que existió entre 1925 y 1953. Su centro administrativo era Yelizavetpolskoye.

## Historia
El raión nacional fue establecido el 10 de marzo de 1925 en un territorio, parte del ókrug de Maikop del krai del Cáucaso Norte, poblado mayoritariamente por armenios.  Sus idiomas oficiales eran el ruso y armenio. El centro administrativo del raión fue establecido en Yelizavetpolskoye, que en 1936 recibiría el nombre de Shaumián. En 1930, tras la disolución del ókrug, pasó a estar subordinado directamente por el krai. Hacia 1934 estaba compuesto por ocho selsovets. A finales de esa década deja de utilizarse la forma "raión nacional", para utilizarse "raión armenio" al designarlo. Entre 1943 y 1946, el centro administrativo fue trasladado a Chernígovskoye. En 1953, el distrito fue disuelto, y su territorio dividido entre los raiones vecinos.